# Shrook Wafa
Shrook Wafa (ur. 13 maja 1997) – egipska szachistka, arcymistrzyni od 2013 roku.

## Kariera szachowa
Zwyciężyła w mistrzostwach Afryki w 2013, 2014, 2016 i 2019 roku. W mistrzostwach świata w 2015 roku przegrała w pierwszej rundzie z Ju Wenjun. Reprezentowała Egipt na drużynowych mistrzostwach świata w 2015 roku i na olimpiadzie szachowej w 2016 roku.
Najwyższy ranking w dotychczasowej karierze osiągnęła 1 sierpnia 2019 roku, z wynikiem 2182 punktów.